# Schmätzerwaldsänger
Der Schmätzerwaldsänger (Myiothlypis fulvicauda, Syn.: Phaeothlypis fulvicauda) ist ein kleiner Singvogel in der Gattung Myiothlypis aus der Familie der Waldsänger (Parulidae). Diese Art bildet mit dem Flusswaldsänger (Myiothlypis rivularis) eine Superspezies. Das Verbreitungsgebiet befindet sich in Zentral- und Südamerika. Die IUCN listet die Vogelart als „nicht gefährdet“ (least concern).

## Merkmale

### Aussehen
Der Schmätzerwaldsänger erreicht eine Körperlänge von 13,5 Zentimetern und im Durchschnitt ein Gewicht von 14,9 Gramm. Die Flügellänge beträgt bei den Männchen 5,7 bis 6,7 Zentimeter, für die Weibchen 5,6 bis 6,6 Zentimeter. Bei adulten Tieren und einjährigen Jungvögeln der Nominatform ist der Scheitel schiefergrau, der Überaugenstreif gelbbraun, der verschwommene Augenstreif dunkel gräulich und der untere Augenring beige. Die gräulich-oliven Ohrdecken sind leicht gelbbraun gestreift. Das Nackengefieder und die Nackenseiten sind olivgrau und der Mantel, das Schultergefieder, der Rücken sowie der größte Teil des Bürzels ist dunkel gräulich-oliv. 
Hervorstechendes Merkmal ist die gelbbraune Färbung der basalen Hälfte der Steuerfedern, der Oberschwanzdecken und des unteren Bürzels; der übrige Teil der Steuerfedern ist dunkel olivbraun. Die Flügel sind dunkelbraun mit olivfarbenen Säumen. Die Kehle ist weißlich gefärbt, die obere Brust gelbbraun mit oliv verwaschenen Brustseiten und die weißliche Bauchpartie ist blass gelbbraun verwaschen. Hintere Bauchpartie und Unterschwanzdecken sind kräftig gelbbraun, die Flanken beige-oliv verwaschen. Der Schnabel ist schwärzlich und die Beine sind blass gelblich-fleischfarben. 
Im Jugendkleid ist das Kopf- und Oberseitengefieder ziemlich gleichmäßig dunkelbraun mit schwärzlichen Federspitzen. Die leicht beige-oliven Federspitzen an den mittleren und großen Armdecken formen zwei undeutliche Flügelbinden. An der Basis des Schwanzes ist das Gefieder hell gelbbraun, mit Ausnahme der Oberschwanzdecken, die wie der Mantel gleichmäßig dunkelbraun gefärbt sind. Die Kehle und das Brustgefieder sind dunkelbraun und oliv gefleckt; das hintere Unterseitengefieder ist blass gelbbraun.

### Stimme und Gesang
Die Stimme ist ein betontes „tschick“. Sie erinnern an die des Uferwaldsängers (Seiurus noveboracensis). Einzig die metallische Eigenschaft fehlt dabei.
Der Gesang fängt mit einem kurzen Trillern an und läuft in eine eindringliche Tonfolge von acht bis neun Laute über, bestehend aus klingenden „chew“-Töne. Die Weibchen antworten gewöhnlich den Männchen mit einem sanften Trillern.

## Lebensraum, Ernährung und Fortpflanzung
Schmätzerwaldsänger sind Standvögel und kommen an Flüssen und Bächen sowie an Sümpfen in baumreichen Regionen in Tiefländern und in unteren Bergwaldregionen bis zu einer Höhe von 1500 Metern vor. In Südamerika sind die Vorkommen bisweilen auf Höhen unter 1000 Metern beschränkt. 
Schmätzerwaldsänger ernähren sich von Insekten und anderen Wirbellosen. Ihre Nahrung suchen sie hüpfend am Boden, auf Totholz, entlang von Bächen und Flussrändern oder auch in feuchten Bereichen am Waldboden. Manchmal fangen sie vom Boden aus ihre Beutetiere im Flug. Vor allem in der Regenzeit kann man die Tiere an Rändern von Pfützen und Tümpeln oder auch an nassen Waldwegen beobachten, von denen sie sich auf einen niedrigen Ast flüchten, wenn sie aufgescheucht werden. Bei ihrer Suche schwingt dabei kontinuierlich der breite Schwanz hin und her und wippt dabei auf und ab. 
Das unförmige gewölbte oder auch röhrenförmige Nest mit einem seitlichen Eingang wird an Böschungen in der Nähe von Gewässern oder Wegen erbaut. Am Nestbau beteiligen sich beide Elterntiere. Als Nistmaterial werden verschiedene Pflanzen verwendet und das Nest mit feinen Pflanzenfasern und getrockneten Blattfragmenten ausgekleidet. Über die Brutzeit gibt es einzig Aufzeichnungen aus Costa Rica von April bis August über aus zwei Eiern bestehende Gelege. Die Bebrütungszeit beträgt 16 bis 17 Tage, gelegentlich auch 19 Tage; die Nestlingszeit 13 bis 14 Tage. Darüber hinaus wurden fortpflanzungsbereite Tiere vor Februar in Kolumbien gesichtet.

## Systematik und Verbreitung

Verbreitungsgebiet des Schmätzerwaldsängers

Es sind sechs anerkannte Unterarten beschrieben:
- Myiothlypis f. fulvicauda (Spix, 1825) – Kommt im Amazonasbecken im Südwesten von Kolumbien, im Osten von Ecuador, im Nordosten von Peru, im Nordwesten von Brasilien sowie im Norden von Bolivien vor.
- Myiothlypis f. leucopygia (P. L. Sclater & Salvin, 1873) –  Verbreitet in Zentralamerika. Vom nordzentralen Honduras südlich über Nicaragua und Costa Rica (ausgenommen der äußerste Südwesten) bis in den karibischen Bereich von Veraguas im Westen von Panama. Die Basis des Schwanzes, die Oberschwanzdecken und der untere Bürzel sind hell strohgelb bis hell gelbbraun und das Brustgefieder und die Flanken deutlich oliv gefleckt. Das Oberseitengefieder ist mehr dunkler und mehr bräunlich-oliv.
- Myiothlypis f. semicervina (P. L. Sclater, 1860) – Das Verbreitungsgebiet erstreckt sich von Darién in Panama  südlich durch die Gebirgsausläufer der westlichen Anden bis nach Tumbes und den äußersten Norden von Piura im Nordwesten von Peru. Im Erscheinungsbild ähnelt diese Unterart der Nominatform. Die Basis des Schwanzes, die Oberschwanzdecken und der untere Bürzel sind mehr gelbbraun und das graue Kronengefieder ist dunkler. Das Unterseitengefieder ist mehr satter gelbbraun, ausgenommen die hell beige-weiße Kehle.
- Myiothlypis f. veraguensis (Sharpe, 1885) – Kommt im pazifischen Bereich des südlichen Zentralamerikas vor (vom südwestlichen Costa Rica bis in die Panamakanalzone im zentralen Panama). Ähnelt der Unterart Phaeothlypis f. leucopygia. Das Gefieder über der Brust ist oliv gefleckt.
- Myiothlypis f. significans (Zimmer, 1949) – Verbreitet am Amazonasbecken im südöstlichen Peru an den Zuflüssen des Río Inambari und des Rio Tambopata. Die Basis des Schwanzes, die Oberschwanzdecken und der untere Bürzel sind weniger gelbbraun als bei den anderen Unterarten und das Oberseitengefieder ist heller und mehr grünlich-oliv als bei der Nominatform. Offenbar ähnelt diese Unterart mehr P. r. boliviana –  einer Unterart der Schwesterart Phaeothlypis rivularis – besonders im Schwanzmuster.
- Myiothlypis f. motacilla (A. H. Miller, 1952) – Vorkommen beschränkt sich auf höhere Regionen im Departamento Magdalena von Kolumbien. Ähnelt speziell im Schwanzmuster der Unterart Phaeothlypis f. semicervina; das Gefieder ist jedoch heller strohgelb. Das Oberseitengefieder ist heller und mehr grünlich und das Unterseitengefieder mehr weiß.